# Quirguistão nos Jogos Olímpicos de Verão de 2020
Quirguistão tem sua participação esperada nos Jogos Olímpicos de Verão de 2020, que inicialmente seriam realizados em Tóquio entre 24 de julho e 9 de agosto de 2020, mas foram adiados para entre 23 de julho e 8 de agosto de 2021, por conta da Pandemia de COVID-19. Será a sétima participação do país nas Olimpíadas de Verão como país independente, tendo participado anteriormente como parte do Império Russo, União Soviética e Equipa Unificada.

## Competidores
| Esporte        | Masculino | Feminino | Total |
| -------------- | --------- | -------- | ----- |
| Atletismo      | 1         | 2        | 3     |
| Esgrima        | 1         | 0        | 1     |
| Halterofilismo | 1         | 0        | 1     |
| Judô           | 1         | 0        | 1     |
| Lutas          | 5         | 3        | 8     |
| Natação        | 1         | 0        | 1     |
| Total          | 10        | 5        | 15    |

## Atletismo
Os atletas quirguizes alcançaram os padrões de entrada, seja por tempo de qualificação ou por classificação mundial, nas seguintes provas de atletismo (com um máximo de três atletas em cada prova):
Key
- Notas – As classificações dadas para eventos de pista estão dentro da bateria do atleta apenas
- Q = Qualificado para a próxima fase
- q = Qualificado para a próxima rodada como o perdedor mais rápido ou, em eventos de campo, por posição sem atingir a meta de qualificação
- NR = Recorde nacional
- — = Fase não contida nesse evento
- Bye = Atleta não competiu nessa fase

Eventos de pista e estrada
| Atleta                | Evento                | Bateria   | Bateria | Final     | Final   |
| Atleta                | Evento                | Resultado | Posição | Resultado | Posição |
| --------------------- | --------------------- | --------- | ------- | --------- | ------- |
| Nursultan Keneshbekov | 5000 metros masculino |           |         |           |         |
| Iuliia Andreeva       | Maratona feminina     | —         | —       |           |         |
| Darya Maslova         | Maratona feminina     | —         | —       |           |         |

## Esgrima
O Quirguistão inscreveu um esgrimista na competição olímpica pela primeira vez desde 2008. Roman Petrov garantiu uma vaga na espada individual masculino ao vencer a partida final na Qualificação Zonal da Ásia e Oceania em Tashkent, Uzbequistão.
| Atleta       | Evento                      | Primeira fase      | Segunda fase       | Oitavas de final   | Quartas de final   | Semifinal          | Final / BM         | Final / BM |
| Atleta       | Evento                      | Oposição Pontuação | Oposição Pontuação | Oposição Pontuação | Oposição Pontuação | Oposição Pontuação | Oposição Pontuação | Posição    |
| ------------ | --------------------------- | ------------------ | ------------------ | ------------------ | ------------------ | ------------------ | ------------------ | ---------- |
| Roman Petrov | Espada individual masculino |                    |                    |                    |                    |                    |                    |            |

## Halterofilismo
O Quirguistão inscreveu um halterofilista na competição olímpica masculina. Bekdoloot Rasulbekov liderou a lista de levantadores de peso da Ásia na categoria 96 kg masculino com base no IWF Absolute Continental Rankings.
| Atleta               | Evento          | Arranque  | Arranque | Arremesso | Arremesso | Total | Posição |
| Atleta               | Evento          | Resultado | Posição  | Resultado | Posição   | Total | Posição |
| -------------------- | --------------- | --------- | -------- | --------- | --------- | ----- | ------- |
| Bekdoloot Rasulbekov | 96 kg masculino |           |          |           |           |       |         |

## Judô
O Quirguistão inscreveu um judoca masculino no torneio olímpico com base no Ranking Individual das Olimpíadas da Federação Internacional de Judô.
| Atleta          | Evento              | Primeira fase      | Oitavas de final   | Quartas de final   | Semifinal          | Repescagem         | Final / BM         | Final / BM |
| Atleta          | Evento              | Oposição Resultado | Oposição Resultado | Oposição Resultado | Oposição Resultado | Oposição Resultado | Oposição Resultado | Rank       |
| --------------- | ------------------- | ------------------ | ------------------ | ------------------ | ------------------ | ------------------ | ------------------ | ---------- |
| Vladimir Zoloev | Até 81 kg masculino |                    |                    |                    |                    |                    |                    |            |

## Lutas
O Quirguistão classificou nove lutadores para cada uma das seguintes classes na competição olímpica. Dois deles terminaram entre os seis primeiros a reservar vagas olímpicas no Greco-Romano masculino 87 kg e na luta livre feminino 62 kg no Campeonato Mundial de 2019, enquanto sete licenças adicionais foram concedidas aos lutadores quirguizes, que avançaram para as duas primeiras finais de suas respectivas categorias de peso no Torneio de Qualificação Asiático de 2021 em Almaty, Cazaquistão.
Luta livre masculino
| Atleta             | Evento     | Oitavas de final   | Quartas de final   | Semifinal          | Repescagem         | Final / BM         | Final / BM |
| Atleta             | Evento     | Oposição Resultado | Oposição Resultado | Oposição Resultado | Oposição Resultado | Oposição Resultado | Posição    |
| ------------------ | ---------- | ------------------ | ------------------ | ------------------ | ------------------ | ------------------ | ---------- |
| Ernazar Akmataliev | Até 65 kg  |                    |                    |                    |                    |                    |            |
| Aiaal Lazarev      | Até 125 kg |                    |                    |                    |                    |                    |            |

Greco-Romano masculino
| Atleta                 | Evento    | Oitavas de final   | Quartas de final   | Semifinal          | Repescagem         | Final / BM         | Final / BM |
| Atleta                 | Evento    | Oposição Resultado | Oposição Resultado | Oposição Resultado | Oposição Resultado | Oposição Resultado | Posição    |
| ---------------------- | --------- | ------------------ | ------------------ | ------------------ | ------------------ | ------------------ | ---------- |
| Zholaman Sharshenbekov | Até 60 kg |                    |                    |                    |                    |                    |            |
| Akzhol Makhmudov       | Até 77 kg |                    |                    |                    |                    |                    |            |
| Atabek Azisbekov       | Até 87 kg |                    |                    |                    |                    |                    |            |
| Uzur Dzhuzupbekov      | Até 97 kg |                    |                    |                    |                    |                    |            |

Luta livre feminino
| Atleta               | Evento    | Oitavas de final   | Quartas de final   | Semifinal          | Repescagem         | Final / BM         | Final / BM |
| Atleta               | Evento    | Oposição Resultado | Oposição Resultado | Oposição Resultado | Oposição Resultado | Oposição Resultado | Posição    |
| -------------------- | --------- | ------------------ | ------------------ | ------------------ | ------------------ | ------------------ | ---------- |
| Aisuluu Tynybekova   | Até 62 kg |                    |                    |                    |                    |                    |            |
| Meerim Zhumanazarova | Até 68 kg |                    |                    |                    |                    |                    |            |
| Aiperi Medet Kyzy    | Até 76 kg |                    |                    |                    |                    |                    |            |

## Natação
Os nadadores quirguizes alcançaram os padrões de qualificação nos seguintes eventos (até um máximo de 2 nadadores em cada evento no Tempo de qualificação olímpico (OQT) e, potencialmente, 1 no Tempo de seleção olímpica (OST)):
| Atleta          | Evento                | Bateria | Bateria | Semifinal | Semifinal | Final | Final   |
| Atleta          | Evento                | Tempo   | Posição | Tempo     | Posição   | Tempo | Posição |
| --------------- | --------------------- | ------- | ------- | --------- | --------- | ----- | ------- |
| Denis Petrashov | 100 m peito masculino |         |         |           |           |       |         |